# Ex-Otago
Ex-Otago ist eine italienische Indie-Pop-Band aus Genua.

## Geschichte
Die Band entstand 2002 als Akustiktrio aus Alberto „Pernazza“ Argentesi, Maurizio Carucci und Simone Bertuccini. Nach dem ersten Album The Chestnuts Time in Eigenproduktion schloss sich ihnen 2004 der Schlagzeuger Simone Fallani an und die Gruppe kam beim unabhängigen Label Riotmaker Records unter Vertrag. In dieser Formation debütierte sie mit der Single Giorni vacanzieri und 2007 mit dem Album Tanti saluti. 2008 ersetzte Gabriele Floris Fallani am Schlagzeug, 2009 begann die Gruppe die Aufnahmen für ein neues Album, das 2011 unter dem Titel Mezze stagioni erschien. Unterdessen schlossen sich der Band auch Francesco Bacci und Olmo Martellacci an.
Ende 2012 gab Ex-Otago die Trennung vom Gründungsmitglied Argentesi sowie die Arbeit am nächsten Album bekannt. 2014 erschien schließlich In capo al mondo. Nach dem Ausstieg von Floris stieß 2016 Rachid Bouchabla als neuer Schlagzeuger zur Gruppe, im selben Jahr veröffentlichte sie das fünfte Album Marassi, das erstmals von einem Major-Label vertrieben wurde und die Albumcharts erreichte. Auf der Neuauflage des Albums 2017, StraMarassi, waren Gastmusiker wie Jake La Furia oder Caparezza zu hören. Ende 2018 wurde die Teilnahme der Band am Sanremo-Festival 2019 bekanntgegeben, wo sie mit Solo una canzone im Finale Platz 13 belegte.

## Diskografie

### Alben
- 2003: The Chestnuts Time
- 2007: Tanti saluti
- 2011: Mezze stagioni
- 2014: In capo al mondo

| Jahr | Titel Musiklabel      | Höchstplatzierung, Gesamtwochen, AuszeichnungChartsChartplatzierungen (Jahr, Titel, Musiklabel, Platzierungen, Wochen, Auszeichnungen, Anmerkungen) | Anmerkungen                            |
| Jahr | Titel Musiklabel      | IT | Anmerkungen                            |
| ---- | --------------------- | --- | -------------------------------------- |
| 2016 | Marassi Universal     | IT23 Gold · (6 Wo.)IT | Erstveröffentlichung: 21. Oktober 2016 |
| 2017 | StraMarassi Universal | IT22 (7 Wo.)IT | Erstveröffentlichung: 7. April 2017    |
| 2019 | Corochinato Universal | IT16 (4 Wo.)IT | Erstveröffentlichung: 8. Februar 2019  |

### Singles
| Jahr | Titel Album                  | Höchstplatzierung, Gesamtwochen, AuszeichnungChartsChartplatzierungen (Jahr, Titel, Album, Platzierungen, Wochen, Auszeichnungen, Anmerkungen) | Anmerkungen                                              |
| Jahr | Titel Album                  | IT | Anmerkungen                                              |
| ---- | ---------------------------- | --- | -------------------------------------------------------- |
| 2019 | Solo una canzone Corochinato | IT25 Gold · (3 Wo.)IT | Erstveröffentlichung: 6. Februar 2019 Verkäufe: + 25.000 |

Singles (Auswahl)
- 2014: Foglie al vento
- 2016: Cinghiali incazzati
- 2016: I giovani d’oggi
- 2016: Quando sono con te – Platin (50.000+)[3]
- 2017: Gli occhi della Luna (feat. Jake La Furia)
- 2017: Ci vuole molto coraggio (feat. Caparezza)
- 2018: Tutto bene
- 2018: Questa notte
- 2018: Bambini
- 2019: La notte chiama

Weitere Lieder mit Auszeichnungen
- 2017: La nostra pelle – Gold (50.000+)[3]

## Belege
1. ↑  Alben von Ex-Otago. In: Italiancharts.com. Hung Medien, abgerufen am 22. Dezember 2018.
2. ↑  Singles von Ex-Otago. In: Italiancharts.com. Hung Medien, abgerufen am 15. März 2019.
3. 1 2 3  Certificazioni, Ex-Otago. FIMI, abgerufen am 22. Dezember 2018 (italienisch).